# Львівський академічний театр імені Леся Курбаса
Львівський академічний театр імені Леся Курбаса — створений у 1988 році Володимиром Кучинським та групою молодих акторів, котрі, як і видатний український режисер Лесь Курбас зі своїми колегами у 1918 році, відчули потребу «…вернутися прямо до себе, …сказати щось нове, тому, і тільки тому, створити театр». Директоркою-художньою керівницею театру з червня 2025 року є Дарина Ольшанська.

## Будівля театру
Авторами проєкту будівлі театру-вар'єте в 1909 році стали З. Федорський та С. Мацудзінський. 

### Екстер'єр
Будівля виконана стилі історизму початку XX століття і поєднує у собі сецесію та неоготику. Збудована з цегли, зверху вкрита черепицею, має п'ять поверхів. 
На першому поверсі розташований центральний вхід, що веде до фоє та бічний з виходом на верхні поверхи. Над центральним входом, нависає широкий балкон та готичні вікна. На рівні третього поверху фасадна стіна розчленована напівколонами, які спираються на консолі, а завершуються готичними башточками і скульптурами химер. У композиції фасаду переважають вертикальні акценти, доповнені горизонталями карнизів і тяг, які ділять фасад на яруси. Вікна мають прямокутну або стрільчато-арочну форму. .

### Інтер'єр
Архітектори не лише спроєктували будівлю в готичному стилі, а й оформили її інтер’єр. Стелю прикрасив орнаментальний живопис Зиґмунда Балька, що надає їй вигляду фантастичної квітки. Фасад, а також балкон і сценічне дзеркало в інтер’єрі декорував Францішек Бернат гротескними барельєфами на середньовічну та театральну тематику. Інтер’єр театру вирізняється вишуканістю та естетичною розкішшю.

### Історія будинку

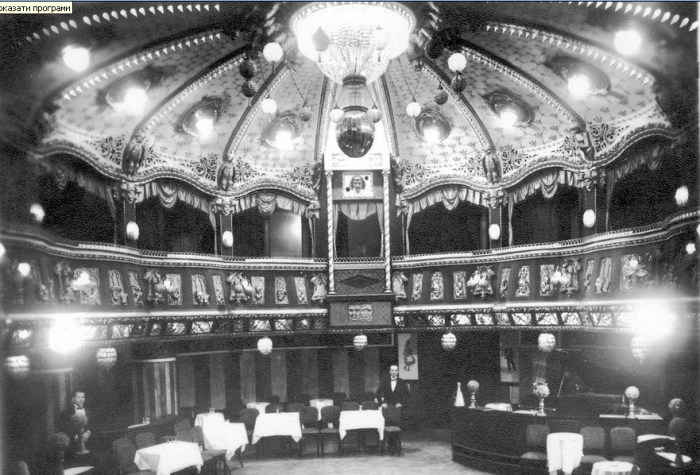
Інтер'єр «Казино де Парі», де тепер розміщується театр Л.Курбаса. Фото першої пол. XX ст.

У 1908 році Віденським архітектурним бюро був запроєктований триповерховий театральний будинок в стилі модерн. А в 1909 році проєкт був перепроєктований львівськими архітекторами Зиґмунтом Федорським та Станіславом Мацудзінським. 
2 березня 1910 року відбулось святкове  відкриття театру вар’єте «Casino de Paris». 
У 1911—1918 рр. у вар'єте діяв кінотеатр. У 1916—1918 рр. власником кінотеатру був Червоний хрест. Значну частину своїх прибутків віддавав для допомоги солдатам і їх родинам.
З 1920 року у приміщенні запрацював літературно-мистецький театр «Баґателя». Найуспішніші роки роботи театру були за часи директорства пана Броніслава Броновського. Критики називали цей театр справжнім мистецьким кабаре на зразок найкращих західних традицій.
У 1925 році запрацював сімейний дансинґ, який став дуже популярною забавою серед львів'ян. Також це приміщення полюбляли й українські театральні діячі. Так, наприклад, у 26-му, 27-му роках тут виступала із виставами трупа Стадника.
У 30-их роках, у час розквіту джазу, на сцені Казино де Парі частими гостями були найрізноманітніші джазові виконавці з усього світу. У 37-му та 39-му роках навіть виступав зі своїм гуртом Еді Рознер.
І вже з 1940 року приміщення перейшло у власність радянської адміністрації. Тут діяла державна обласна філармонія з оркестром. На початку 1950-тих років в будинку функціонував Палац піонерів. У 1960-тих роках у приміщенні розташувався Обласний центр народної творчості.

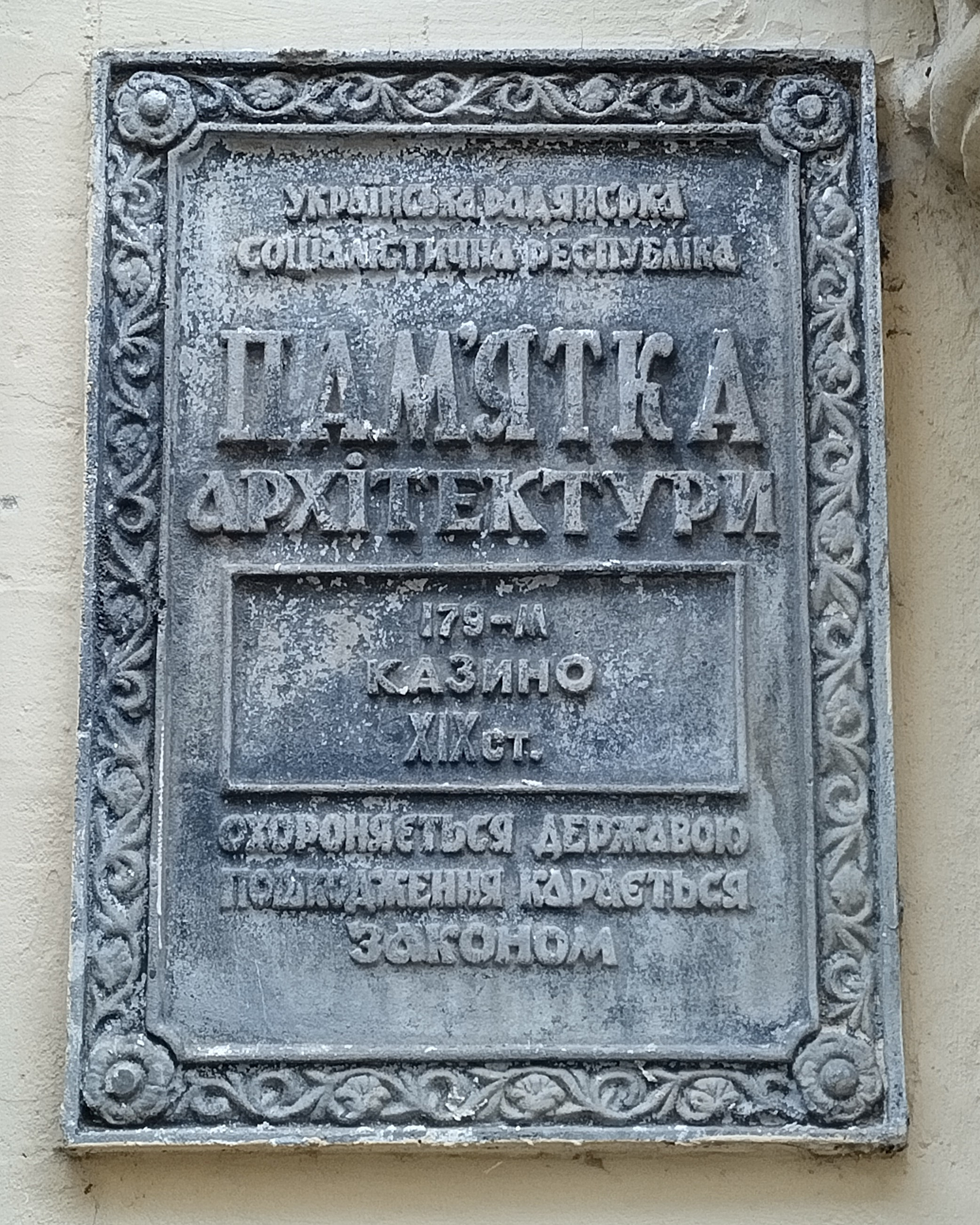
Охоронна дошка

В кінці 80-тих, коли почався рух студійних театрів, 1988 рік відзначився особливою подією - народженням Львівського Українського Молодіжного Театру, який згодом став Театром ім. Леся Курбаса.
2 березня 2020 року відбувся святковий вечір з нагоди 110-ої річниці відкриття театру вар'єте «Casino de Paris» із презентацією виставки «Історії. Простір. Час», присвяченої історії приміщення.

## Репертуарна політика

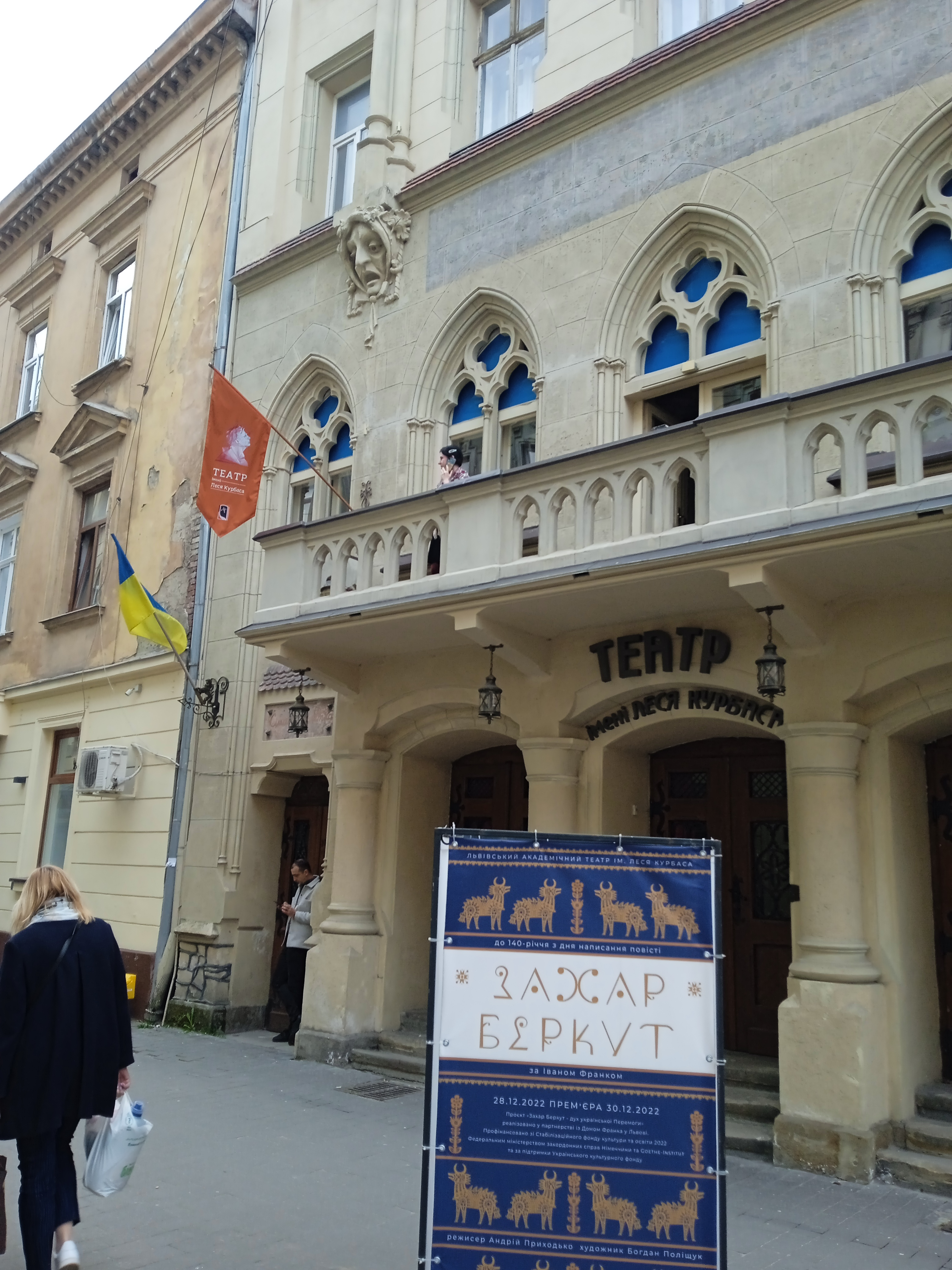
Львівський академічний театр імені Леся Курбаса

Від часу свого заснування Театр імені Леся Курбаса переріс в один із найвідоміших театральних колективів, як в Україні, так і за її межами. Вистави театру «Сад Нетанучих Скульптур" за Ліною Костенко, «Благодарний Еродій», «Наркіс» та «Silenus Alcibiadis» за Григорієм Сковородою, «Між двох сил» за Володимиром Винниченком, «На полі крові», «Йоганна, жінка Хусова» та «Апокрифи» за Лесею Українкою, «Сни» та «Забави для Фауста» за Федором Достоєвським («Злочин і кара»), «Хвала Еросу» за Платоном («Бенкет»), «Марко Проклятий або Східна легенда» за поезіями Василя Стуса, «Чекаючи на Ґодо» за С. Беккетом, гідно репрезентували Україну та здобули високі нагороди на численних міжнародних театральних фестивалях.

## Репертуар театру
- 1988 — «Сад нетанучих скульптур» за Ліною Костенко; реж. Володимир Кучинський
- 1988 — «Двір Генріха III» А. Дюма; реж. Володимир Кучинський
- 1988 — «Закон» за п'єсою Володимира Винниченка; реж. Володимир Кучинський
- 1989 — «На полі крові» за поемою Лесі Українки; реж. Володимир Кучинський
- 1990 — «Йоганна, жінка Хусова» за поемою Лесі Українки; реж. Володимир Кучинський
- 1990 — «Між двох сил» В. Винниченка; реж. Володимир Кучинський
- 1994, 9 квітня — «Забави для Фауста» за романом «Злочин і кара» Федора Достоєвського; реж. Володимир Кучинський, художник — Олександр Оверчук, художниця з костюмів — Ольга Баклан, художник зі світла — Петро Гуменюк[8]
- 1995, 17 грудня — «Апокрифи» за драматичною поемою «На полі крові» і драматичним етюдом «Йоганна, жінка Хусова» Лесі Українки; реж. Володимир Кучинський, художник — Володимир Кауфман («На полі крові») та Володимир Фурик («Йоганна, жінка Хусова»), художники з костюмів — Наталія Шимін («На полі крові») та Володимир Фурик («Йоганна, жінка Хусова»)[9]
- 2001, 20 квітня — «Марко Проклятий, або Східна легенда» за текстами Василя Стуса; реж. Володимир Кучинський, художниця — Наталія Шимін, музичне оформлення — Наталка Половинка[10]
- 2004, 15 березня — «Богдан» за п’єсою КЛІМа; реж. Володимир Кучинський[11]
- 2006, 30 листопада — «MA-NA-HAT-TA» за радіоп'єсою «Добрий Бог Мангеттену» Інґеборґ Бахман; реж. Володимир Кучинський[12]
- 2008, 18 червня — «Амнезія, або Маленькі подружні злочини» за п'єсою Еріка-Емманюеля Шмітта; реж. Володимир Кучинський, художник — Володимир Кауфман, художниця з костюмів — Наталія Шимін, пластичні етюди — Ольга Семьошкіна[13]
- 2009, 9 жовтня — «Формули екстази» за поезіями Богдана-Ігоря Антонича; реж. Володимир Кучинський[14]
- 2011, 25 березня — «Лісова пісня» за драмою Лесі Українки; реж. Андрій Приходько, музична режисерка — Мар'яна Садовська, сценографія/костюми — Богдан Поліщук, хореографиня — Нінель Збєря[15]
- 2013, 28 квітня — «Так казав Заратустра» за філософською концепцією Фрідріха Ніцше, текстовою концепцією КЛІМа; реж. Володимир Кучинський[16][17]
- 2014, 26 листопада — «…П'єса Шекспіра „12 ніч“ зіграна акторами далекої від Англії країни що і не знали ніколи слів Шекспіра» КЛІМ по сюжету «Дванадцятої ночі» Вільяма Шекспіра; реж. Євген Худзик[18]
- 2015, 20 лютого — «Memento Vivere» за Роменом Гарі; реж. Роман Валько[19]
- 2015, 3 жовтня — «Благодарний Еродій» за філософським діалогом Григорія Сковороди; реж. Володимир Кучинський, сотворитель образів та візій — Богдан Поліщук, забава з голосом і співом — Тамара Горгішелі, навчителі пластики і рухів — Андрій Водичев, Ольга Сємьошкіна, гра світла — Володимир Стецькович[20][21]
- 2016, 8 березня — «Ножі в курях, або Спадок мірошника» Девіда Гарровера; реж. Володимир Кучинський[22][23]
- 2016, 8 травня — «Раптом минулого літа» за Теннессі Вільямсом; пост. Ніл Флекмен[24][25]
- 2017, 22 грудня — «Впольована пристрасть, або Підслухані пісні княжого саду» Галини Листвак та Ольги Ренн; реж. Богдан Поліщук[26]
- 2017, 28 грудня — «Дихання» Дункана МакМіллана; реж. Євген Худзик, худ. сценічного простору — Сергій Савченко, худ. костюмів — Юлія Рибка-Коваль, худ. світла — Олеся Правдивець[27][28].
- 2018, 19 травня — «Королева краси» Мартіна Мак-Дони; реж. Ігор Задніпряний, сценографія — Володимир Стецькович, худ. костюмів — Ольга Гнатюк[29][30][31]
- 2018, 29 листопада — «Перехресні стежки» інсценізація Івана Уривського за повістю Івана Франка; реж. Іван Уривський, хореограф — Павло Івлюшкін, худ. костюмів — Ольга Гнатюк[32][33]
- 2019, 10 травня — «Маркіза де Сад» за мотивами творів Юкіо Місіми; реж. Андрій Приходько, костюми — Юлія Рибка-Коваль, хореографія — Нінель Збєря, музика — Наталія Рибка-Пархоменко[34][35]
- 2019, 27 грудня — «Кабаре Бухенвальд» триптих KLIMa (Вечір І «Безкінечні жіночі розмови насправді щасливих жінок»); реж. Володимир Кучинський, сценографія — Володимир Стецькович, костюми — Юлія Рибка-Коваль, музика — Олесь Коваль, пластика — Дарина Тураш[36][37].
- 2020, 6 листопада — «Небезпечні зв'язки» Крістофера Гемптона; реж. Ніл Флекман, худ. Володимир Стецькович, худ. костюмів — Юлія Рибка-Коваль, комп. Umut Deniz Topcuoglu[38][39]
- 2022, 16 лютого —  «Пастка розуму» за Ентоні Горовіцем; реж. Ніл Флекман, художниця — Юлія Рибка-Коваль
- 2022, 28 грудня  —  «Захар Беркут» за Іваном Франком; реж. — Андрій Приходько, художник — Богдан Поліщук, хореограф — Анатолій Сачівко, композитор — Сусанна Карпенко
- 2023, 29 листопада  —  «Мольєр. Анатомія», Мольєр/Ніна Захоженко; драматургиня – Ніна Захоженко, реж. – Дмитро Захоженко, сценограф – Олексій Хорошко, художниця костюмів – Юлія Рибка-Коваль, композитор – Олесь Коваль
- 2023, 12 грудня — аудіальний мистецький проєкт «Горизонти Курбаса», за Режисерським щоденником та вибраними статтями Леся Курбаса (документальний аудіосеріал та перформативне читання)
- 2024, 3 квітня —  «Коли цвіте полин» Райнера Бера, учня Піни Бауш; постановка — Райнер Бер, асистентка — Галина Щупак, художниця — Юлія Рибка-Коваль
- 2024, 29 червня  —  «Легенда про вічне життя» Івана Франка (в межах проєкту «Франко. Re:volution» реалізованого Домом Франка у співпраці з Театром Курбаса); режисер та художник – Олександр Білозуб
- 2024, 4 жовтня — «Сіддхартха» за Германом Гессе; вистава є результатом творчої діяльности Театральної робітні при Театрі Курбаса (художній керівник курсу — Володимир Кучинський, викладач з майстерності актора — Андрій Водичев, викладачка зі сценічної мови — Тетяна Каспрук)
- 2025, 28 березня —  «Ціна світла» за поезіями Аманди Ґорман; художній переклад та поетична адаптація – Катерина Калитко, реж. – Володимир Кучинський, сценограф, художник костюмів та світла – Олександр Білозуб, хореограф – Анатолій Сачівко, композитор – Олесь Коваль, музична керівниця – Тамарі Ґорґішелі, медіа-художники – Володимир Фанта і Софія Кокуєнко
- 2025, 1 червня — «Метаморфози» Овідія; вистава є результатом творчої діяльности Театральної робітні при Театрі Курбаса

## Новації та унікальність

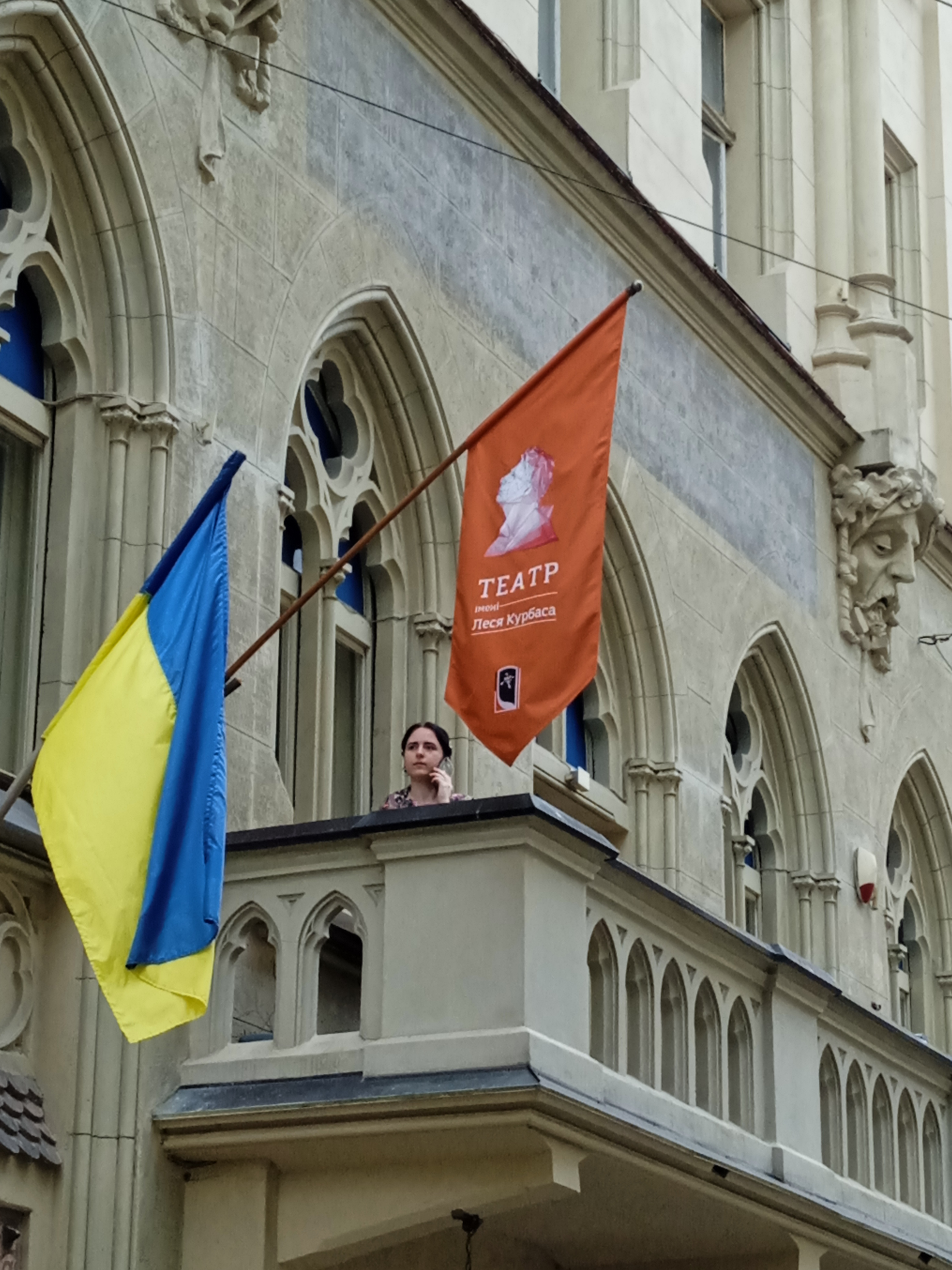
Львівський академічний театр імені Леся Курбаса

Театр першим здійснив сценічні постановки діалогів Григорія Сковороди, Платона, поезій Василя Стуса, Богдана Антонича, драматичних поем Ліни Костенко.
Увесь цей час театр працював як унікальний методологічний центр, опанував і розробив цикл театральних методик та тренінгів акторської психофізики, пластики, голосу, провів серію спільних проєктів з Workcenter Єжи Гротовського (Італія), Школою драматичного мистецтва Анатолія Васильєва (Росія), Осередком театральних практик «Gardzienice» (Польща), Саратозьким міжнародним театральним центром (США), проводив цикл лекцій та майстер-класів в Єльському, Колумбійському, Пенсильванському та інших університетах і театральних школах США.
Критика називає цей колектив унікальним театральним явищем, бо він повернув українській сцені інтелектуальний престиж, створив свою методологічну школу і поєднав багатогранну сценічну практику з процесом пізнання Людини.
З 1994 року Театр імені Курбаса проводить свій власний міжнародний театральний фестиваль «Театр: Метод і Практика». Веде активну міжнародну діяльність, є членом міжнародної театральної мережі IETM.
Окрім того, театр імені Курбаса є унікальною для України театром-школою, що виховала не одне покоління акторів та режисерів спершу в Студії театру, а з 2001 року на базі Львівського Національного університету імені Івана Франка.

## Колектив театру

#### Творча група[41]
- Дарина Ольшанська —  директорка-художня керівниця
- Володимир Кучинський — головний режисер;
- Олесь Коваль — помічник режисера;
- Олекcандра Шутова — керівниця літературно-драматургічної частини;
- Ярина Андрушко — завідувачка художньо-постановочної частини;
- Катерина Дендюк — дизайнерка

#### Актори[42]
- Береза Микола Мечиславович
- Водичев Андрій Володимирович
- Горгішелі Тамара
- Каспрук Тетяна
- Козак Андрій
- Козакевич Оксана
- Мазур Марина
- Онещак Марія
- Онещак Олег Анатолійович
- Рибка-Пархоменко Наталія
- Свіжінський Марко
- Соколов Денис
- Стефанов Олег Дмитрович
- Федорчук Ярослав
- Цьона Олег Михайлович

## Нагороди
2007
- Львівська обласна премія в галузі театрального мистецтва ім. Бориса Романицького, «Чекаючи на Ґодо»
- Гран-прі найкраща вистава фестивалю, «Чекаючи на Ґодо», М.Арт. Контакт (Могильов, Білорусь)
- Приз альтернативного журі за найкращий акторський ансамбль, «Чекаючи на Ґодо», М.Арт. Контакт (Могильов, Білорусь)
- Театру присвоєно статус академічного

2006
- Гран-прі найкраща вистава фестивалю, «Чекаючи на Ґодо», Боспорські агони (Керч)
- Найкраща чоловіча роль першого плану, Олег Стефан, «Марко Проклятий, або Східна легенда», Театрон (Харків)
- Національна премія України ім. Т. Шевченка, В. Кучинський, О. Стефан, А. Водичев, Н. Половинка; вистави: «Благодарний Еродій» і «Наркіс» Г. Сковороди, «Хвала Еросу» за Платоном, «Марко Проклятий, або Східна легенда» за творами В. Стуса

2002
- Гран-прі найкраща вистава фестивалю, «Хвала Еросу», Стобі-2002 (Північна Македонія)
- Премія найкращий актор фестивалю, Олег Цьона, «Хвала Еросу», Стобі-2002 (Північна Македонія)
- Премія найкращий актор фестивалю, Андрій Водичев, «Апокрифи», Боспорські агони, (Керч)
- Премія найкраща актриса фестивалю, Наталія Половинка, «Апокрифи», Боспорські агони (Керч)
- Звання «Заслужений діяч мистецтв АР Крим» — Володимир Кучинський

2001
- Гран-прі найкраща вистава фестивалю, «Апокрифи», Боспорські агони (Керч)
- Премія найкраща режисура, Володимир Кучинський, «Апокрифи», Боспорські агони (Керч)
- Премія найкраща режисура, Володимир Кучинський, «Хвала Еросу», Боспорські агони (Керч)
- Гран-прі найкраща вистава фестивалю, «Апокрифи», Херсонеські ігри (Севастополь)
- Премія найкраща актриса фестивалю, Наталія Половинка, «Апокрифи», Херсонеські ігри (Севастополь)

2000
- Державна премія імені Леся Курбаса, Володимир Кучинський
- Премія найкращий актор фестивалю, Олег Стефан, Золотий лев (Львів)

1998
- Звання «Заслужена артистка України» — Тетяна Каспрук

1997
- Гран-прі найкраща вистава фестивалю, «Забави для Фауста», Слов'янський вінець (Москва)
- Премія найкращий актор фестивалю, Олег Драч, «Забави для Фауста», Слов'янський вінець (Москва)
- Звання «Заслужений артист України», Олег Драч

1994
- Гран-прі найкраща вистава фестивалю, «Забави для Фауста», Херсонеські ігри (Севастополь)
- Премія найкращий актор фестивалю, Олег Драч, «Забави для Фауста», Херсонеські ігри (Севастополь)
- Гран-прі найкраща вистава фестивалю, «Забави для Фауста», Золотий Лев (Львів)
- Премія найкраща режисура, Володимир Кучинський, «Забави для Фауста», Золотий Лев (Львів)
- Премія найкращий актор фестивалю, Олег Драч, «Забави для Фауста», Золотий Лев (Львів)
- Премія найкращі костюми, Ольга Баклан, «Забави для Фауста», Золотий Лев (Львів)
- Премія найкраща сценографія, Олександр Оверчук, «Забави для Фауста», Золотий Лев (Львів)
- Звання «Заслужений діяч мистецтв України» — Володимир Кучинський

1989
- Премія імені Василя Стуса
- Премія «найкращий актор фестивалю», Олег Драч, «Двір короля Генріха ІІІ», Золотий Лев (Львів)

## Театральні вистави, проєкти, конференції
2019
- Міжнародний театральний фестиваль Театр на Перехресті, Пловдів, Болгарія

2018
- Молоко, театральний фестиваль, Одеса, Україна
- Тернопільські театральні вечори, театральний фестиваль, Тернопіль, Україна
- Мандрівний вішак, театральний фестиваль, Луцьк, Україна

2017
- Міжнародний театральний фестиваль Театр на Перехресті, Пловдів, Болгарія
- Чеховфест, театральний фестиваль, Суми, Україна
- Платформа 77, театральний фестиваль, Харків, Україна

2016
- Сцена людства, міжнародний театральний фестиваль, Черкаси, Україна
- Міжнародний театральний фестиваль Comedy Festival, Ґорі, Грузія

2015
- Тиждень сучасної драматургії у Львові (в межах Форуму видавців), Україна
- Театральний фестиваль Час театру, Івано-Франківськ, Україна
- Міжнародний мистецький фестиваль Гогольfest, Україна

2014
- Міжнародний театральний фестиваль Europe Live Game Festiwal, Вроцлав, Польща

2013
- ЧеховФест, всеукраїнський театральний фестиваль, Суми, Україна
- Млин, артфестиваль міст України, Київ, Україна
- Драма.ua, фестиваль сучасної драматургії, Львів, Україна

2012
- Золотий Лев, Міжнародний театральний фестиваль, Львів, Україна
- Госпожа удача, Міжнародний театральний фестиваль, Луганськ, Україна
- Сцена людства, Міжнародний театральний фестиваль, Черкаси, Україна

2011
- Слов'янські театральні зустрічі, міжнародний фестиваль, Чернігів, Україна

2010
- Золотий Лев, Міжнародний театральний фестиваль, Львів, Україна
- Гогольfest, Міжнародний театральний фестиваль, Україна
- Bez Granic, Міжнародний театральний фестиваль, Польща
- Спільний проєкт з Інститутом Єжи Ґротовського Так казав Заратустра, Польща

2009
- El-квадрат, Міжнародний фестиваль мистецтв, Польща

2008
- Українська весна, фестиваль української культури, Познань, Польща
- Театр. Метод і практика: Майстри, міжнародний театральний фестиваль, Україна
- Сцена людства, міжнародний театральний фестиваль, Черкаси, Україна
- Гогольfest, Міжнародний мистецький фестиваль, Україна
- Золотий лев, міжнародний театральний фестиваль, Львів, Україна
- Три мости, спільний проєкт з Lalish Theaterlabor, Австрія
- Арт-Альтернатива театральний фестиваль, Донецьк, Україна
- 20 Міжнародний фестиваль експериментального театру, Каїр, Єгипет

2007
- 19 Міжнародний фестиваль експериментального театру, Каїр, Єгипет
- Ягеллонський ярмарок, міжнародний фестиваль, Польща
- Театр. Метод і практика: Альма матер Міжнародний театральний фестиваль, Україна
- Урок української. Вікенд театрів з України, Варшава, Польща
- M. Art. Контакт, Міжнародний молодіжний театральний форум, Могильов, Білорусь

2006
- Фестиваль Бруно Шульца, Україна
- Боспорські агони, міжнародний театральний фестиваль, Керч, Україна
- Театрон, третій всеукраїнський відкритий молодіжний фестиваль, Україна
- Сцена людства, міжнародний театральний фестиваль, Україна

2005
- 17 Міжнародний фестиваль експериментального театру, Каїр Єгипет
- Школа духовного лідерства, АРК, Україна
- Фестиваль-лабораторія Еудженіо Барби «Eastern line, XIY сесія ISTA», Польща

2004
- 16 Cairo International Festival for Experimental Theatre, Єгипет

2003
- Спільний міжнародний театральний проєкт з Kadmus Theatre "The Revealed One/ Виявлення" за творами Едгара Аллана По
- Школа духовного лідерства, АРК, Україна
- Презентація методології театру у «CPR Центр творчих пошуків», Велика Британія
- Мистецьке Березілля , міжнародний театральний фестиваль, Україна

2002
- Стобі, міжнародний театральний фестиваль античної драми, Македонія
- Культурні герої, всеукраїнський фестиваль, Україна
- Боспорські агони, міжнародний театральний фестиваль, Керч, Україна

2001
- Херсонеські ігри, міжнародний театральний фестиваль, Севастопіль
- Східна легенда культурний обмін, США
- Міжнародний Театральний Центр Лесі Українки
- Бутринті, міжнародний театральний фестиваль, Албанія

2000
- Театр українського бароко, спільний театральний проєкт, Львів-Харків, Україна
- Симпозіум «Реформи українського театру», Київ, Україна
- Золотий лев, міжнародний театральний фестиваль, Львів, Україна

1999
- Фестиваль української культури, Краків, Польща
- Театр третього тисячоліття, театральний фестиваль, Харків, Україна
- Н. Е. Т. міжнародний театральний фестиваль, Москва, Росія
- Вишневий сад, спільний театральний проєкт, Львів-Харків, Україна
- Sibiu-99, міжнародний театральний фестиваль, Сібіу, Румунія

1998
- Ярилові ігрища, в рамках фестивалю «Театр. Метод і практика», Львів, Україна
- Читання Шекспіра, Львів, Україна
- Театр: вікно в Україну, культурний обмін, США
- Гастролі на честь 10-річчя заснування театру, Київ, Україна
- Слов'янський вінець, міжнародний театральний фестиваль, Москва, Росія

1997
- Контакт, міжнародний театральний фестиваль, Торунь, Польща
- ЕТМ, міжнародна театральна зустріч, Париж, Франція

1996
- Чеховський міжнародний театральний фестиваль, Москва, Росія
- Культ модерну, міжнародний театральний фестиваль, Харків, Україна
- Workcentre of Jerzy Grotowski, культурний обмін, Понтедера, Італія
- Saratoga Міжнародний Інститут Театру, Нью-Йорк, США

1995
- Творчість Леся Курбаса, міжнародний семінар, Київ, Україна
- Культ модерну міжнародний театральний фестиваль, Харків, Україна

1994
- Сузір'я, міжнародний театральний фестиваль, Київ, Україна
- Нова сцена, міжнародний театральний фестиваль, Харків, Україна
- Золотий лев, міжнародний театральний фестиваль, Львів, Україна
- LaMama Theatre, з Мистецькою групою Яра, Нью-Йорк, США
- III Мистецьке Березілля, міжнародний театральний фестиваль, Київ, Україна
- Gardzienice Міжнародний театральний фестиваль, Люблін, Польща

1993
- Національних меншин Польщі, міжнародний театральний фестиваль, Ґданськ Польща
- Міжнародний фестиваль української культури, Люблін, Польща
- Інтерберезіль, міжнародний театральний фестиваль, Харків, Україна
- LaMama Theatre, з Мистецькою групою Яра, Нью-Йорк, США

1992
- Репресовані та скомпрометовані автори, театральний фестиваль, Київ, Україна
- Мистецьке Березілля, міжнародний театральний фестиваль, Київ, Україна
- Золотий лев, міжнародний театральний фестиваль, Львів, Україна

1991
- Фестиваль драматургії Лесі Українки, Луцьк, Україна

- Слов'янський пілігрим, міжнародний проєкт-лабораторія з Єжи Ґротовським, Італія

1990
- Досвід самостійної роботи, лабораторія Анатолія Васільєва, Санкт-Петербург, Росія

1989
- Золотий лев, міжнародний театральний фестиваль, Львів, Україна